# Amolops tuberodepressus
Amolops tuberodepressus és una espècie de granota que habita a la República Popular de la Xina i que està amenaçada d'extinció per la destrucció de l'hàbitat natural.